# Long Time Gone Tour
El Long Time Gone Tour es la cuarta gira de conciertos de la banda estadounidense Dixie Chicks.

## Listas de canciones
1. "I Can Love You Better"
2. "Wide Open Spaces"
3. "Am I the Only One (Who's Ever Felt This Way)"
4. "You Were Mine"
5. "Ready to Run"
6. "Goodbye Earl"
7. "Cowboy Take Me Away"
8. "Don't Waste Your Heart"
9. "Some Days You Gotta Dance"
10. "Sin Wagon"
11. "Long Time Gone"
12. "Landslide"
13. "Truth No. 2"
14. "Godspeed (Sweet Dreams)" / "Lullaby"
15. "Silent House"
16. "The Long Way Around"
17. "Easy Silence"
18. "I Like It"
19. "Lubbock or Leave It"

Encore
1. "Travelin’ Soldier"

1. "Not Ready To Make Nice"

1. "Mississippi"

## Fechas de la gira
| Fecha                   | Ciudad       | País         | Lugar                 |              |              |
| Norteamerica            | Norteamerica | Norteamerica | Norteamerica          | Norteamerica | Norteamerica |
| ----------------------- | ------------ | ------------ | --------------------- | ------------ | ------------ |
| 26 de octubre de 2013   | Vancouver    | Canadá       | Rogers Arena          |              |              |
| 27 de octubre de 2013   | Kelowna      | Canadá       | Prospera Place        |              |              |
| 29 de octubre de 2013   | Dawson Creek | Canadá       | EnCana Events Centre  |              |              |
| 31 de octubre de 2013   | Calgary      | Canadá       | Scotiabank Saddledome |              |              |
| 1 de noviembre de 2013  | Edmonton     | Canadá       | Rexall Place          |              |              |
| 3 de noviembre de 2013  | Saskatoon    | Canadá       | Credit Union Centre   |              |              |
| 5 de noviembre de 2013  | Winnipeg     | Canadá       | MTS Centre            |              |              |
| 8 de noviembre de 2013  | Oshawa       | Canadá       | General Motors Centre |              |              |
| 9 de noviembre de 2013  | Hamilton     | Canadá       | Copps Coliseum        |              |              |
| 10 de noviembre de 2013 | Londres      | Canadá       | Budweiser Gardens     |              |              |
| Europa                  |              |              |                       |              |              |
| 14 de marzo de 2014     | Dublín       | Irlanda      | The O2                |              |              |
| 15 de marzo de 2014     | Londres      | Inglaterra   | The O2 Arena          |              |              |
| 17 de marzo de 2014     | Estocolmo    | Suecia       | SWCC Auditorium       |              |              |
| 18 de marzo de 2014     | Oslo         | Noruega      | Oslo Spektrum         |              |              |
| 20 de marzo de 2014     | Copenhague   | Dinamarca    | Falkoner Teatret      |              |              |

### Ganancias
| Lugar                 | Ciudad  | Entradas vendidas    | Ganancia |
| --------------------- | ------- | -------------------- | -------- |
| General Motors Centre | Oshawa  | 5,380 / 5,380 (100%) | $452,620 |
| Budweiser Gardens     | Londres | 9,069 / 9,069 (100%) | $643,261 |